# Althaea hirsuta
Althaea hirsuta es una especie de planta perteneciente a la familia de las malváceas. Es originaria de la región eurosiberiana.

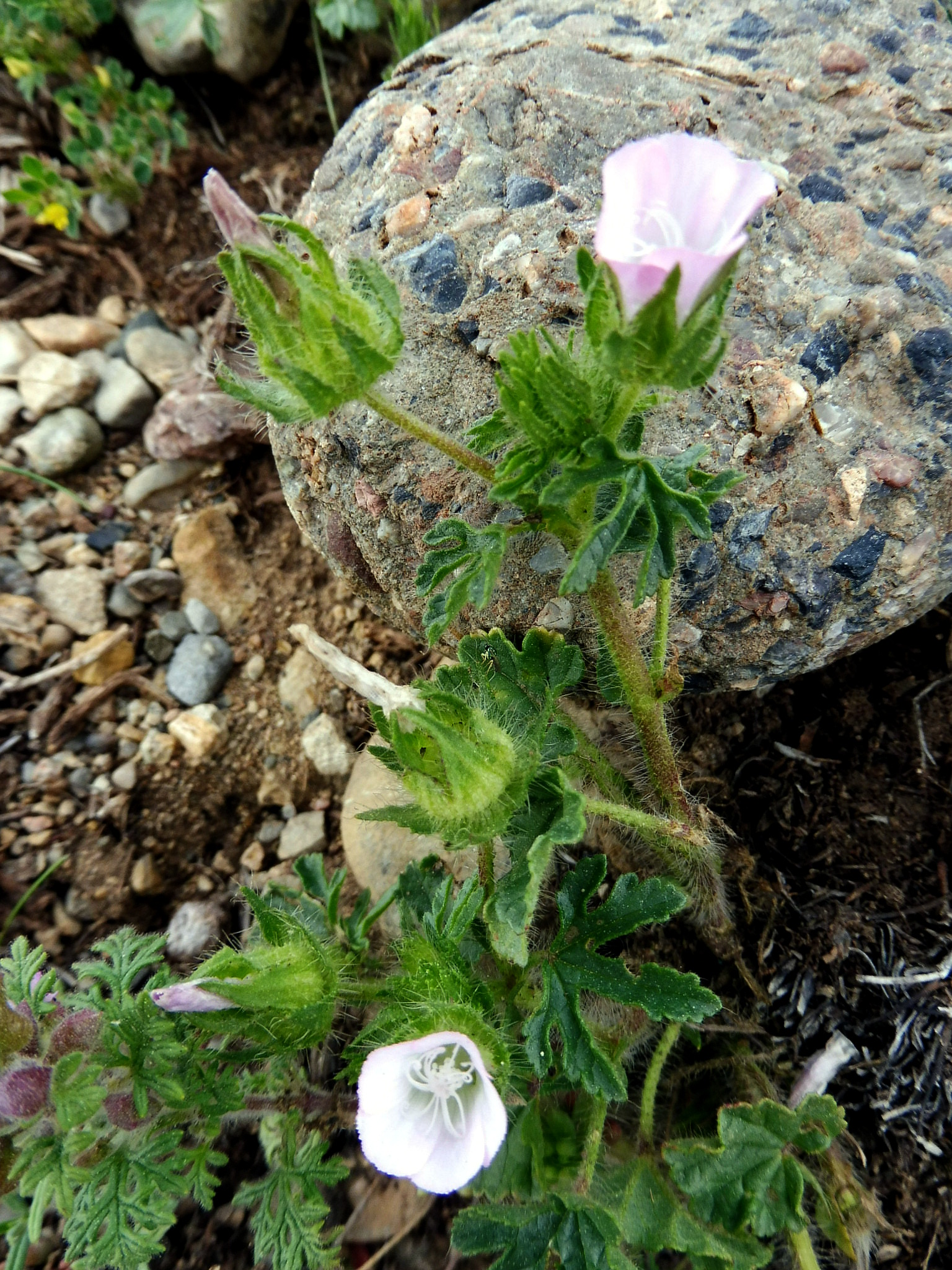
Detalle de la flor

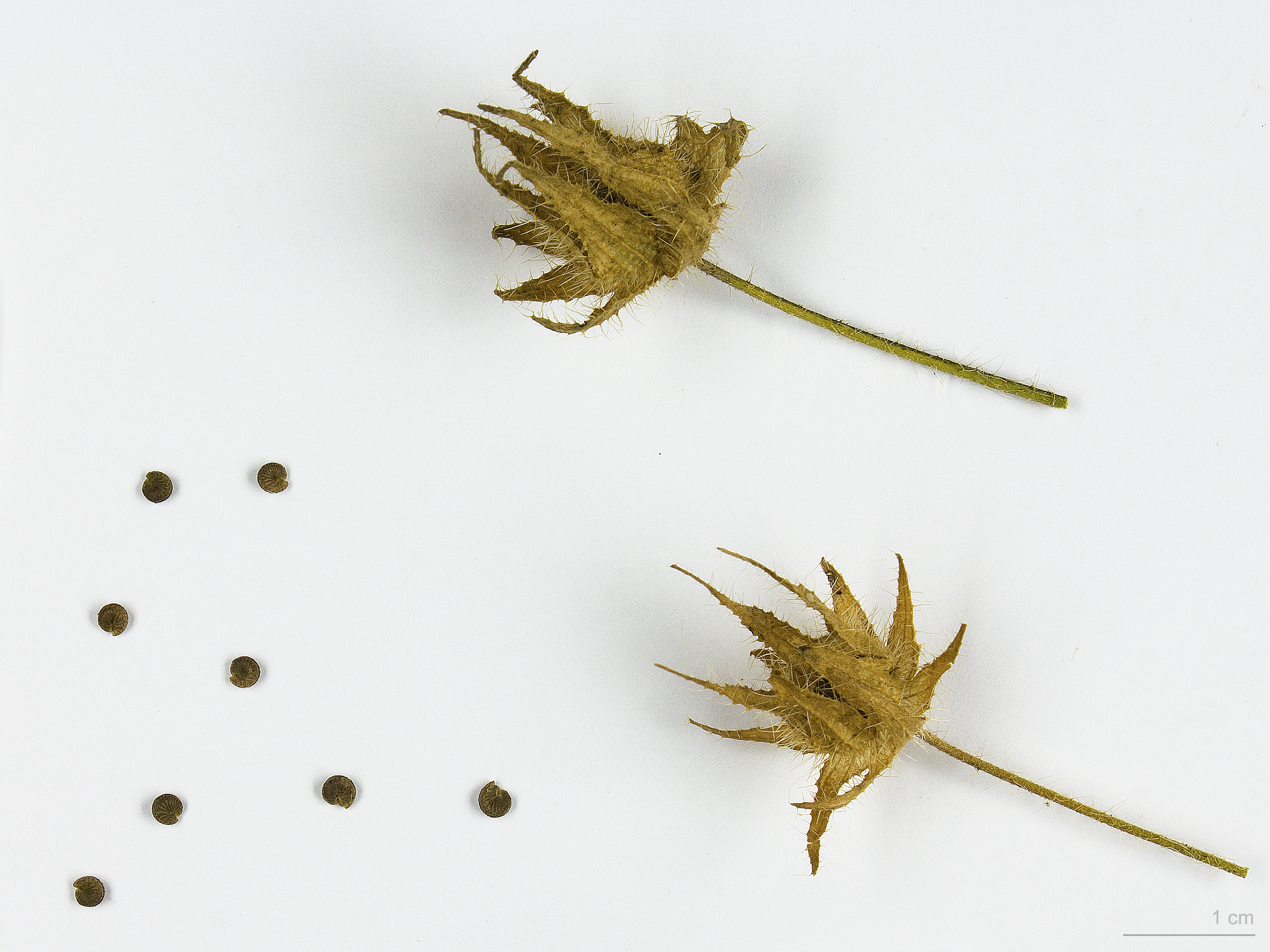
Althaea hirsuta - MHNT

## Descripción
El género Althaea se diferencia de Malva y de Lavatera  por el calículo que tiene más de tres piezas. 

Esta especie es una hierba de ciclo anual generalmente de menos de un palmo de altura. Tiene unas hojas muy divididas en la parte superior y otras en la base que son redondeadas y débilmente lobuladas, éstas además tienen un largo pecíolo. Las flores tienen un hermoso color rosa liliáceo.

Vive en pastos secos de plantas anuales y florece al final de la primavera.

## Distribución y hábitat
Es originaria de la región eurosiberiana. En España puede encontrarse en todo el territorio, haciéndose más rara hacia el noroeste, de donde llega a faltar Se encuentra en  los campos sin cultivar y bordes de caminos.

## Taxonomía
Althaea hirsuta fue descrita por Carlos Linneo y publicado en Species Plantarum, vol.  2, p. 687, en el año 1753. La especie tipo es Althaea officinalis L.
- La Althaea hirsuta descrita por Sieber es la Malva multiflora de (Cav.) Soldano, Banfi & Galasso

Etimología
Althaea: nombre genérico del Griego αλθαία, -ας, derivado de άλθω, médico, medicina, curar; luego al Latín althaea, -ae, el Malvavisco o altea (Althaea officinalis), pero también otras malváceas.
hirsuta: epíteto latíno que significa "peluda"
Citología
Número de cromosomas de Althaea hirsuta (Fam. Malvaceae) y táxones infraespecíficos:  2n=42.
Sinonimia
NOTA: Los nombres que presentan enlaces son sinónimos en otras especies: 
- Althaea hirsuta var. grandiflora
- Althaea hispida
- Althaea micrantha
- Althaea mutica
- Axolopha hirsuta
- Dinacrusa hirsuta
- Dinacusa hirsuta
- Malva hirstrta
- Malva hirsuta
- Malva setigera

## Nombres comunes
- Castellano: cañaheja, cañamera azul, malvavisco peludo, malvisco peludo, marva borde, pan de abeja.[6]